# КК Бандирма
КК Бандирма (тур. Bandırma B.İ.K.) је турски кошаркашки клуб из Бандирме. У сезони 2019/20. такмичи се у Првој лиги Турске и у ФИБА Лиги шампиона.

## Историја
Клуб је основан 1994. године, а од 2004. такмичи се у Првој лиги Турске. Најбољи пласман у њој остварен је у сезони 2012/13. и то је било друго место. Први трофеј у историји клуба освојио је у националном купу 2017. године.
На међународној сцени забележио је неколико учешћа у Еврокупу, а најбољи резултат остварио је у сезони 2014/15. пласманом у полуфинале. Одиграо је и пар сезона у Еврочеленџу, али ниједном није стигао даље од друштва 16 најбољих. У сезони 2016/17. био је финалиста ФИБА Лиге шампиона.

## Успеси

### Национални
- Првенство Турске:
  - Вицепрвак (1): 2013.

- Куп Турске:
  - Победник (1): 2017.
  - Финалиста (2): 2007, 2012.

- Суперкуп Турске:
  - Финалиста (1): 2017.

### Међународни
- ФИБА Лига шампиона:
  - Финалиста (1): 2017.

## Учинак у претходним сезонама
| Сез.     | Првенство Турске | Куп Турске   | Европско такмичење                 |
| -------- | ---------------- | ------------ | ---------------------------------- |
| 2009/10. | Полуфинале ПО    | Четвртфинале | Еврочеленџ — Топ 16                |
| 2010/11. | Полуфинале ПО    | Четвртфинале | Еврокуп — Топ 32                   |
| 2011/12. | Полуфинале ПО    | Финалиста    | Еврокуп — Топ 16                   |
| 2012/13. | Вицепрвак        | Полуфинале   | Еврокуп — Топ 16                   |
| 2013/14. | Полуфинале ПО    | —            | Еврокуп — Топ 32                   |
| 2014/15. | Четвртфинале ПО  | Четвртфинале | Еврокуп — Полуфинале               |
| 2015/16. | Четвртфинале ПО  | Полуфинале   | Еврокуп — Осмина финала            |
| 2016/17. | Четвртфинале ПО  | Победник     | ФИБА Лига шампиона — Финалиста     |
| 2017/18. | Полуфинале ПО    | Четвртфинале | ФИБА Лига шампиона — Четвртфинале  |
| 2018/19. | Четвртфинале ПО  | —            | ФИБА Лига шампиона — Осмина финала |
| 2019/20. | —                | Четвртфинале | ФИБА Лига шампиона — Осмина финала |

## Познатији играчи
- Владимир Веременко
- Гашпер Видмар
- Владимир Голубовић
- Дру Гордон
- Владимир Драгичевић
- Стефан Марковић
- Сами Мехија
- Клемен Препелич
- Мирослав Радошевић
- Еј Џеј Слотер
- Горан Ћакић
- Клифорд Хамондс
- Душан Чантекин
- Владимир Штимац